# يوجين جرين
يوجين جرين (بالفرنسية: Eugène Green)‏ هو كاتب وكاتب سيناريو ومخرج وممثل فرنسي وأمريكي، ولد في 28 يونيو 1947 بنيويورك في الولايات المتحدة.

## وصلات خارجية
- يوجين جرين على موقع IMDb (الإنجليزية)
- يوجين جرين على موقع ألو سيني (الفرنسية)
- يوجين جرين على موقع ميوزك برينز (الإنجليزية)
- يوجين جرين على موقع أول موفي (الإنجليزية)
- يوجين جرين على موقع قاعدة بيانات الفيلم (الإنجليزية)
- يوجين جرين على موقع كينوبويسك (الروسية)